# Crombec à face rousse
Sylvietta whytii
Espèce
Statut de conservation UICN

 LC  : Préoccupation mineure
Le Crombec à face rousse (Sylvietta whytii) est une espèce d'oiseaux de la famille des Macrosphenidae.

## Répartition
Le crombec à face rousse vit en Afrique de l'Est.

## Sous-espèces
Selon Catalogue of Life (8 septembre 2014), cet oiseau est représenté par quatre sous-espèces :
- Sylvietta whytii jacksoni Sharpe, 1897 ;
- Sylvietta whytii loringi Mearns, 1911 ;
- Sylvietta whytii minima Ogilvie-Grant, 1900 ;
- Sylvietta whytii whytii Shelley, 1894.

Selon NCBI (8 septembre 2014), cet oiseau est monotypique :
- Sylvietta whytii whytii.